# ダイバータレス超音速インレット

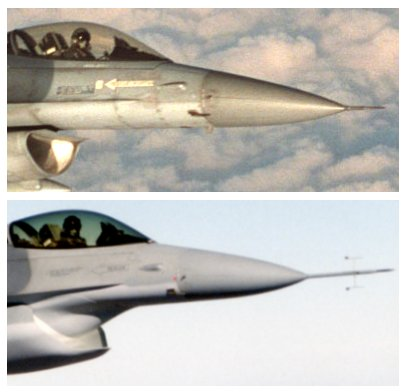
F-16（写真上）とDSIの効果を実験するため改造されたF-16 DSI（写真下）との比較。通常型と比べ、F-16 DSIは境界層分離壁がなくなりエアインテーク上部がふくらんでいるのが分かる。

ダイバータレス超音速インレット (英: diverterless supersonic inlet、略称:DSI) とは、軍用機におけるエアインテークの一形態で、境界層隔壁（ダイバータ）がない形状のものを指す。

## 概要
通常、機体表面には周囲の空気とは相対的に少し遅くエネルギーのない空気（境界層空気流）が流れており、これを吸い込むとエンジンの効率が低下する。それを避けるため、通常はエアインテークと機体の間に隙間（境界層隔壁）やスプリッターベーンを設けている。一方、DSI方式は、エアインテークの前のふくらんだ部分で境界層空気流を押しやり、境界層を圧縮して切り裂く仕組みになっている。
また、DSIにおける境界層を圧縮するふくらみは、ファンブレードを隠しエアインテーク内への電波の侵入・反射を抑制するため、機体正面からのRCS値を減少させ、ステルス性を高める副効果がある。そのためF-35など一部のステルス機ではステルス性を高める方法の一つとしてDSIを採用している。
くわえて、DSI方式は複雑で重い可変式や2次元ランプ式、ショックコーンなどの方式と比較すると可動部分がなく簡素なため、機体の整備性・信頼性の向上や軽量化にも有利である。例としてF-35では、通常型インテークにくらべて30%の重量軽減を達成している。ただし、これについてはどの固定式インテークでも指摘されるが騒音が大きくなるという欠点もある。
DSIの研究は1990年代初頭からロッキード・マーティンによって行われ、1996年12月11日にはF-16 Block 30のエアインテークをDSIに改造したF-16 DSIが試験飛行した。この実験ではDSIでも改造前と同等の特性を維持し、最大マッハ2.0の速度を出せることを示したほか、むしろ亜音速域における余剰出力は若干ながら向上したことが示され、この成果がF-35に生かされた。
DSI方式の機体を初めて実戦配備したのは中国で、パキスタンと共同開発したFC-1の試作4号機にDSI方式を導入し、これが量産型の機体形状となった。中国はこの技術をJ-10BやJ-20/J-31にも応用している。

## 搭載機
- F-16 DSI
- F-35
- J-10B[2]
- FC-1
- J-20
- J-31
- JL-9[3][4]